# Capacidad de atención
La capacidad de atención es la cantidad de tiempo concentrado que una persona puede dedicar a una tarea sin distraerse.
La mayoría de los educadores y psicólogos están de acuerdo en que la capacidad de concentrarse y mantener la atención en una tarea es crucial para el logro de los objetivos personales.

## Duración de la capacidad
Las estimaciones de la duración del período de atención humana son muy variables y dependen de la definición precisa de atención que se utiliza.
- La atención transitoria es una respuesta a corto plazo a un estímulo que temporalmente atrae / distrae la atención. Los investigadores no están de acuerdo con la cantidad exacta de la capacidad de atención transitoria humana.
- La atención sostenida selectiva, también conocida como atención enfocada, es el nivel de atención que produce resultados consistentes en una tarea a lo largo del tiempo. Las estimaciones comunes de la capacidad de atención de adolescentes y adultos sanos varían de 10 a 20 minutos; sin embargo, no hay evidencia empírica para esta estimación.[1] Las personas pueden elegir repetidamente volver a enfocarse en lo mismo.[2] Esta capacidad para renovar la atención permite a las personas "prestar atención" a las cosas que duran más de unos pocos minutos, como las películas largas.

El lapso de atención, medido por la atención sostenida, o el tiempo dedicado continuamente a la tarea, varía con la edad. Los niños mayores son capaces de períodos de atención más prolongados que los niños más pequeños.
Para las mediciones de tiempo en la tarea, el tipo de actividad utilizada en la prueba afecta los resultados, ya que las personas generalmente son capaces de una mayor capacidad de atención cuando están haciendo algo que les resulta agradable o intrínsecamente motivador. La atención también se incrementa si la persona puede realizar la tarea con fluidez, en comparación con una persona que tiene dificultades para realizar la tarea, o para la misma persona cuando simplemente está aprendiendo la tarea. La fatiga, el hambre, el ruido y el estrés emocional reducen el tiempo dedicado a la tarea. Las estimaciones comunes para la atención sostenida a una tarea elegida libremente varían desde aproximadamente 5 minutos para un niño de dos años hasta un máximo de aproximadamente 20 minutos en niños mayores y adultos.
Después de perder la atención de un tema, una persona puede restaurarlo tomando un descanso, haciendo un tipo de actividad diferente, cambiando el enfoque mental o eligiendo deliberadamente volver a enfocarse en el primer tema.

## Medición
Se han utilizado muchas pruebas diferentes para la capacidad de atención en diferentes poblaciones y en diferentes momentos. Algunas pruebas miden la capacidad de atención enfocada a corto plazo (que suele ser normal en las personas con TDAH), y otras proporcionan información sobre la facilidad con que se distrae la persona que realiza la prueba (por lo general, un problema importante en las personas con TDAH). Las pruebas como la Prueba de Atención en Infantes (TAI) de DeGangi y la Escala de Inteligencia de Wechsler para Niños-IV (WISC-IV) se usan comúnmente para detectar problemas relacionados con la atención en niños pequeños cuando las entrevistas y observaciones son inadecuadas. Algunos expertos rechazaron las pruebas anteriores, como la Prueba de rendimiento continuo y la Prueba de laberinto de porteus. Estas pruebas generalmente son criticadas por no medir realmente la atención, o por ser inapropiadas para algunas poblaciones o por no proporcionar información clínicamente útil.
La variabilidad en las puntuaciones de las pruebas se puede producir por pequeños cambios en el entorno de las pruebas. Por ejemplo, los examinados generalmente permanecerán en la tarea durante largos períodos de tiempo si el examinador está visiblemente presente en la sala y en menor medida que si el examinador está ausente.